# Zay család
A csömöri báró és gróf Zay család egy 13. századi eredetű magyar főnemesi család.

## Története
A család első ismert őse egy bizonyos Ruzboid, aki a Lója nemzetségből vette eredetét, a 13. században élt. A család ősei az egykori Valkó vármegyében éltek, de már a 13. században birtokolták Csömört, ahonnan később előnevüket is vették.
A családtagok közül Péterről 1355-ben már királyi udvarnokként tesznek említést. Péter dédunokájának, a Hunyadiak korában élt Jánosnak öt fia közül csak az 1509-ben elhunyt Péter vitte tovább a család nevét. Péter II. Ulászlótól királyi adományként számos birtokot kapott. Kamarás Borbálától született fia, Ferenc, híres diplomata volt a maga korában. Fiatalon a mohácsi csatatéren is küzdött, később sok jelentős hivatalt is viselt. Udvarnok, várnagy, és Külső-Szolnok vármegye főispánja is volt. 1559-ben 23 vármegyében kapott királyi adományokat, és felesége, Bánffy Borbála révén a Garai-uradalmakat is magáénak tudhatta. 1560-ban érdemeiért még bárói címet is kapott I. Ferdinándtól. Ferenc fia, László, Végles vár kapitánya volt és egyszersmind királyi főasztalnokmester. László fiai közül Lőrinc a harmincéves háborúban saját bandériumot vezetett, 1641-ben halt meg. Másik fiának, Lászlónak több fia is született, a család tehát több ágra oszlott. Ennek a Lászlónak volt egy ugyancsak László nevű fia. Ennek az ifjabbik Lászlónak András nevű fia 1681-ben, Imre nevű unokája pedig 1741-ben volt nádorjelölt. Ugyancsak László fia volt az a László, akit gróf Kollonich Zsigmond bíboros 1728-ban örökbe fogadott és nevére is vett, utódai így Kollonitz néven szerepeltek. A nádorjelölt Imre szintén Imre nevű unokája 1830-ban grófi címet kapott.
Jelentősek művelődéstörténeti vonatkozásaik és fontos szerepük volt az északi vármegyék evangélikus közegében is. A család vagyonát a második világháború után államosították. Levéltáruk Pozsonyba, könyvtáruk Turócszentmártonba került. A második világháború után a család tagjainak jelentős része Kanada területére vándorolt ki, ahol ma is élnek leszármazottaik.

## Jelentősebb családtagok

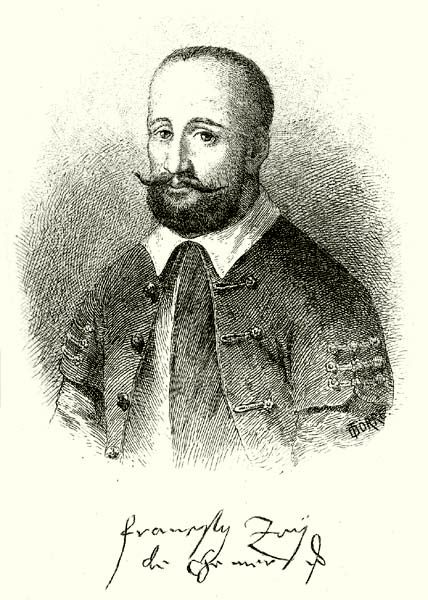
Zay Ferenc (1498–1570)
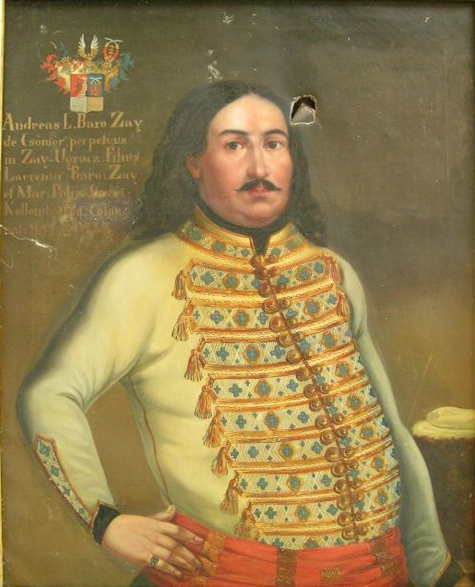
Zay András (1685-1734)
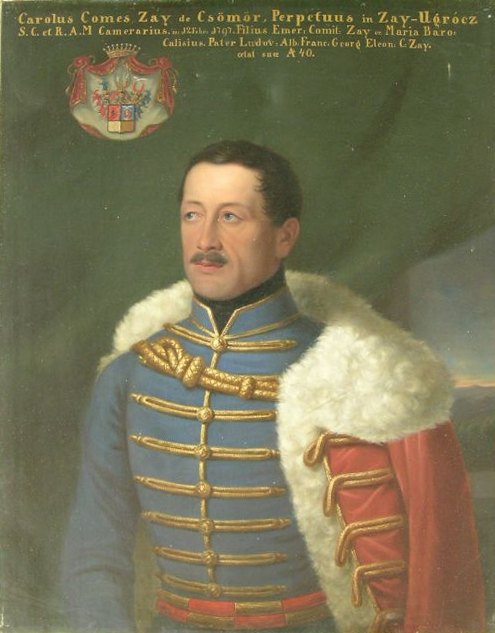
Zay Károly (1797–1871)

- Zay Albert (1825–1904) császári és királyi huszárszázados, szabadelvű politikus
- Zay András (1685–1734) nagybirtokos, kuruc ezredes
- Zay Anna (?–1733) írónő
- Zay Ferenc (1498–1570) kiváló diplomata, királyi udvarnok, Eger várnagya, Szolnok kapitánya, Külső-Szolnok vármegye főispánja, Felső-Magyarország főkapitánya
- Zay Károly (1797–1871) szabadelvű politikus, publicista, császári és királyi kamarás
- Zay Miklós (1864–1939) nagybirtokos, főrendiházi politikus, publicista